# Космачевское
Космаче́вское (бел. Касмачэ́ўскае) — озеро в Белоруссии, в бассейне реки Еленка, вытекащей из озера. Административно относится к Славненскому сельсовету Толочинского района Витебской области.

## Географическое положение
Озеро Космачевское находится в 23 км к юго-западу от города Толочин и в 2 км восточнее деревни Залазье, посреди заболоченного лесного массива на стыке границ Витебской, Могилёвской и Минской областей.
Озеро расположено на северо-восточной окраине Центрально-Березинской равнины у юго-западного склона Оршанской возвышенности, на высоте 193,3 метра над уровнем моря.

## Морфометрия
Площадь водного зеркала составляет 0,54 км², длина — 1,21 км, наибольшая ширина — 0,62 км, длина береговой линии — 3,22 км. Наибольшая глубина — 4 м, средняя — 2,3 м. Объём воды в озере — 1,24 млн м³.

## Гидрология
Котловина остаточного типа, вытянутая с севера на юг. Склоны котловины высотой до 2 м, пологие, поросшие лесом и кустарником. Береговая линия относительно ровная. Берега пологие, местами заболоченные, сплавинные. Зарастание озера значительно.
Водоём является частью бассейна левого притока Бобра — реки Еленка, которая вытекает из него с западной стороны.

## Ихтиология
В озере обитают окунь, плотва, лещ, карась, щука, линь и другие виды рыб. Производится промысловый лов рыбы. Организовано платное любительское рыболовство.